# 英雄記
『英雄記』（えいゆうき）は、中国の歴史書。内容は後漢末期の軍閥の事績を記載したもので、著者は王粲らである。早く散逸したため、明代に王世貞が『三国志』注などに引かれた逸文を集めて輯本を編した。
成立年代は明らかでないが、『英雄記』で年代の明らかな記事の中では建安13年（208年）の記事（『太平御覧』巻771に引く記事、曹操が赤壁で筏を組んで長江を渡ろうとして周瑜の火攻に遭ったという記載）が最も新しく、これ以後から王粲が死去する建安22年（217年）までの成立である可能性がある。
『隋書』「経籍志」に「漢末英雄記八卷王粲撰、殘缺。梁有十卷。」との記載があり、『旧唐書』「経籍志」に「漢末英雄記十巻王粲等撰。」との記載がある。この『漢末英雄記』が『英雄記』のことであると考えられている。「漢末」という語については『四庫全書総目提要』に考察があり、「按ずるに王粲は後漢の建安年間中に死亡している。後漢の天命は滅亡の兆しを示していたとはいえ、まだ帝位は魏に移っていなかった。書物に『漢末』になどと名づけるはずがなく、後世の人間が追加した題名であるようにも思える。しかしながら、王粲が『従軍詩』の中で曹操を『聖君』と称えているのを考えれば、魏を新王朝であるかのように見なしており、この書名は怪しむに足りない」と記述している。
また、『続漢書』「郡国志」会稽郡の条の劉昭注に『英雄交争記』なる書物が引かれているが、これも『英雄記』と同一書である可能性がある。